# Petya Obolensky
Pierre (Petya) Obolensky (Ukkel, 20 augustus 1981) is een Belgisch marxistisch politicus voor de PTB.

## Levensloop
Obolensky ging aan de slag bij solidariteitsbeweging Intal en werd daarna onthaalmedewerker bij Geneeskunde voor het Volk en sociaal werker. Hij was tevens verantwoordelijke van PVDA-studentenbeweging Comac, is een van de initiatiefnemers van de Mars tegen Racisme, voerde met PVDA de campagne Samira-Cécile om discriminatie bij aanwervingen aan te klagen en werd lesgever bij de Marxistische Zomeruniversiteit die PVDA organiseert.
Bij de verkiezingen van mei 2019 werd Obolensky voor PVDA verkozen in het Brussels Hoofdstedelijk Parlement. Hij zetelde er tot aan de Brusselse gewestverkiezingen van juni 2024 en werd hierbij niet herkozen. In december 2024 werd Obolensky opnieuw Brussels Parlementslid ter  vervanging van Mohammed El Bouzidi.